# 30005 Stevenchen
30005 Stevenchen este un asteroid din centura principală de asteroizi.

## Descriere
30005 Stevenchen este un asteroid din centura principală de asteroizi. A fost descoperit pe 2 februarie 2000 la Socorro, New Mexico, în cadrul proiectului LINEAR. Asteroidul prezintă o orbită caracterizată de o semiaxă mare de 2,35 ua, o excentricitate de 0,19 și o înclinație de 3,7° în raport cu ecliptica.